# Frente de Unidade Nacional Khmer

Bandeira usada pela Frente de Unidade Nacional Khmer

A Frente de Unidade Nacional Khmer, também conhecida como Movimento de Libertação Tigre e Movimento Cabeça de Tigre, é um grupo terrorista doméstico do Camboja cujo objetivo é expulsar violentamente a influência vietnamita dentro do governo cambojano. Foi fundada por Som Ek (também conhecido como Ti To), que foi ex-membro da Frente Nacional de Libertação do Povo Khmer. A organização recebeu o apelido de "Tigre" devido ao seu símbolo (que apresenta três cabeças de tigre) e tem sede na província cambojana de Mondulkiri. Assim como os Combatentes da Liberdade Cambojana, a Frente de Unidade Nacional Khmer lançou ataques ao Camboja e depende de ajuda externa. O grupo é responsabilizado por atentados a bomba frustrados contra o governo cambojano: ao Monumento à Amizade Camboja-Vietnã em 29 de julho de 2007 e ao Ministério da Defesa do Camboja e a emissora de televisão estatal TV3 em 2 de janeiro de 2009. O líder da organização e vários supostos membros encontram-se presos.